# Polyblastus valens
Polyblastus valens là một loài tò vò trong họ Ichneumonidae.